# Governació d'Hebron
La Governació d'Hebron (àrab: محافظة الخليل, Muḥāfaẓat al-Ḫalīl; hebreu: נפת חברון, Nafat Ḥevron‎) és una divisió administrativa de l'Estat de Palestina, al sud de Cisjordània. La governació posseeix una superfície de 1.060 quilòmetres quadrats i la seva població segons el Centre Palestí d'Estadístiques, a mitjan any 2006 va ser de 542.593, que augmentà en 2010 a 600.364 habitants. Això fa que la governació d'Hebron sigui la major de les 16 províncies en població i superfície al territori palestí. La ciutat d'Hebron és la capital de districte o muhàfadha (seu) de la governació. El governador és Hussein al-A'araj i el comandant de districte és Abdel Fattah al-Dj'eidi.

## Localitats
La governació d'Hebron té un total de set ciutats i 18 viles. També hi ha més de 100 viles i assentaments beduïns que no són a la llista.

### Ciutats
- Dura
- Halhul
- Hebron (capital)
- Yatta
- ad-Dhahiriya

### Municipis
| - Bani Na'im - Beit 'Awwa - Beit Ula - Beit Ummar - Deir Sammit - Idhna - Kharas | - Nuba - Sa'ir - as-Samu - Surif - Tarqumiya - Taffuh |  |

### Viles
Les següents tenen més de 1.000 habitants.
| - Al Baqa - Beit 'Amra - Beit Einun - Beit Kahil - Beit ar-Rush al-Fauqa - al-Burj - Deir al-'Asal al-Fauqa - ad-Duwwara - Hadab al-Fawwar - al-Heila - Hureiz - Imreish - Jab'a - Karma - al-Karmil - Khalet al-Maiyya - Khursa | - al-Kum - As Simiya - Khirbet Safa - Khirbat al-Simia - Kuseis - al-Majd - Qalqas - Qila - al-Ramadien - ar-Rihiya - ash-Shuyukh - Shuyukh al-Arrub - as-Sura - at-Tabaqa - al-Uddeisa - Zif |  |

### Camps de refugiats
- al-Arroub
- al-Fawwar